# Progressions of Power
Progressions of Power es el cuarto álbum de estudio de la banda canadiense de hard rock Triumph y fue publicado en 1980.
El álbum alcanzó el 32° lugar de la lista del Billboard 200 y el sencillo "I Can Survive" se posicionó en el lugar 91° del Billboard Hot 100.  El álbum fue reelanzado por MCA Records en 1985, después fue publicado otra vez por TRC Records, remasterizado en el 2005 y reeditado por la compañía discográfica de la banda TML Entertainment.

## Lista de canciones

### Lado A
| A Side |                          | |          |  |
| N.º    | Título                   | Escritor(es)                                                                                             | Duración |  |
| 1.     | «I Live for the Weekend» | Rik Emmett / Michael Levine / Gil Moore                                                                  | 5:18     |  |
| 2.     | «I Can Survive»          | Rik Emmett / Michael Levine / Gil Moore                                                                  | 4:01     |  |
| 3.     | «In the Night»           | Rik Emmett / Michael Levine / Gil Moore / Daniel Ash / Kevin Haskins / Professor Longhair / Peter Murphy | 6:16     |  |
| 4.     | «Nature's Child»         | Rik Emmett / Michael Levine / Gil Moore                                                                  | 5:42     |  |

### Lado B
| B side |                     | |          |  |
| N.º    | Título              | Escritor(es) | Duración |  |
| 5.     | «Woman In Love»     | Rik Emmett / Michael Levine / Gil Moore / Gary Moore                                                                      | 4:38     |  |
| 6.     | «Take My Heart»     | Rik Emmett / Michael Levine / Gil Moore                                                                                   | 3:31     |  |
| 7.     | «Tear the Roof Off» | Rik Emmett / Michael Levine / Gil Moore                                                                                   | 4:29     |  |
| 8.     | «Fingertalkin'»     | Rik Emmett / Michael Levine / Gil Moore                                                                                   | 2:01     |  |
| 9.     | «Hard Road»         | Rik Emmett / Michael Levine / Gil Moore / Ozzy Osbourne / Tony Iommi / Geezer Butler / Bill Ward / Harry Vanda / G. Young | 5:28     |  |

## Formación
- Rik Emmett - voz y guitarra
- Gil Moore - voz, batería y percusiones
- Michael Levine - bajo y teclado